# Betsabé Espinal
María Betsabé Espinal (también apellidada como Espinosa o Espinoza) (Bello, Colombia; 25 de septiembre de 1896 - Medellín, 16 de noviembre de 1932) fue una hilandera y una de las líderes sindicales que dirigieron la primera huelga de obreras de Colombia en la Fábrica de Tejidos de Bello (Antioquia) del 12 de febrero al 4 de marzo de 1920. Esta no fue la primera huelga colombiana, pero se considera que fue la primera vez que las mujeres se organizaron para reclamar sus derechos laborales.

## Biografía
Se tienen pocos datos acerca de su vida antes y después de la huelga. Erróneamente se le conoce como Espinosa o Espinoza. Espinal fue bautizada en la iglesia Nuestra Señora del Rosario de Bello en 1896. Fue hija natural de Celsa Espinal y no tuvo hermanos, tampoco se casó, ni tuvo descendientes.

### La huelga de 1920
La Fábrica de Tejidos de Bello, fundada en 1904 por Emilio Restrepo Callejas, era una importante fábrica textil ubicada a pocos kilómetros de la ciudad de Medellín, en lo que luego fue el barrio Playa Rica. El personal fabril femenino, de entre 13 y 25 años, representaba el 80% de la plantilla, con jornadas de más de diez horas, ganando un 250 % menos que sus compañeros varones por las mismas labores (ellas cobraban entre $0.40 y $1.00 a la semana; mientras que los hombres, entre $1.00 y $2.70).
La huelga estalló el 12 de febrero de 1920 por una serie de abusos cometidos por la dirección de la empresa y los capataces. No era la primera vez que las trabajadoras textiles habían intentado paralizar la fábrica, pero en esta ocasión se habían organizado mejor. Se exigía el despido de dos funcionarios administrativos, cuyo trato era despótico y abusivo con las trabajadoras, y de los capataces, acusados de abuso sexual; además las trabajadoras pidieron que se les permitiera trabajar con alpargatas (lo hacían obligatoriamente descalzas), incrementos salariales y tiempo libre dentro de la jornada laboral para la toma de alimentos. A la huelga se sumaron entre 400 y 500 obreras, no obteniendo el apoyo del personal masculino de la fábrica, quienes fueron insultados por las mujeres e increpados por esquiroles.
A la cabeza del movimiento estuvieron las obreras textiles Teresa Tamayo, Adelina González, Carmen Agudelo, Rosalina Araque, Teresa Piedrahíta y Matilde Montoya. Betsabé Espinal, con 24 años de edad, tuvo el rol más activo durante la huelga, negociando con los patrones, interviniendo en las asambleas, atendiendo a la prensa en Medellín e impulsando la creación de un Comité de Solidaridad o de Socorro para financiar la huelga y obtener alimentos para las huelguistas.
La noticia de la huelga fue difundida el 13 de febrero en el diario antioqueño El Correo Liberal con un titular en primera página, a cuatro columnas. La dirección de la empresa y las autoridades civiles y religiosas intentaron negociar el fin del paro, pero las mujeres se encontraban decididas a lograr sus reivindicaciones.
Al tercer día de huelga, Espinal viajó a Medellín para hacer llegar sus reclamos al gobernador de Antioquia. También visitó las sedes de los periódicos El Espectador, El Correo Liberal y El Luchador, concediendo sendas entrevistas, gracias a lo cual la huelga tuvo un gran alcance en la región. Así, los estudiantes de medicina de la Universidad de Antioquia hicieron una colecta para socorrer a las obreras, mientras que una fábrica de tejidos de Medellín se ofreció a sostenerlas durante dos meses para que no cedieran.
Tras 24 días de huelga consiguieron sus peticiones: un aumento salarial del 40%, reducción de la jornada laboral a nueve horas y cincuenta minutos, mejores condiciones de higiene, el despido de los supervisores acusados de conductas indebidas y de los administradores enemigos de las trabajadoras, así como la regulación del sistema de multas. El párroco de Bello y el arzobispo de Medellín actuaron como mediadores.
Una vez finalizada la huelga, una delegación de mujeres, encabezadas por Betsabé Espinal, viajó a Medellín para firmar el acuerdo en la sede principal de la empresa, e impulsó una multitudinaria marcha en agradecimiento a los apoyos recibidos, movilizándose entre la Estación Villa y el Parque Berrío.
Finalmente, una vez acabada la huelga, Restrepo Callejas despidió a varios trabajadores de ambos sexos a modo de represalia, incluida Betsabé.
La huelga tuvo una importante repercusión en la lucha por los derechos laborales femeninos. En 1929, siguiendo el ejemplo de Bello, las 186 obreras de la fábrica Rosellón de Envigado realizaron un paro exigiendo un aumento salarial y la destitución de algunos administradores abusivos.

### Tras la huelga
Espinal emigró a Medellín en busca de trabajo, y vivió en una casa aledaña al cementerio San Lorenzo (hoy Niquitao) y cercana de la residencia de María Cano.
Murió en la madrugada del 16 de noviembre de 1932, a la edad de 36 años, tras intentar reparar un cable suelto caído por una tormenta. El suceso ocurrió en una casa de Medellín, ubicada en la carrera Villa (carrera 41) con calle 41 (Los Huesos). Betsabé llegó al hospital con vida, pero la gravedad del accidente hizo que los médicos no pudieran salvarla.

## Legado
Pocos registros quedan de esta pionera en defensa de los derechos laborales. Los olvidos selectivos por un discurso que construye héroes ensalzados en gestas que no les pertenecen, han hecho que muchas mujeres queden en los anales de los escritorios como anécdotas y no sean reconocidas. En un discurso Betsabé gritó por cambiar el mundo inequitativo: “tenemos nuestro carácter, nuestro orgullo, nuestra voluntad, y nuestra energía”
Poco a poco, la figura de Betsabé Espinal ha sido reconocida a nivel regional y nacional como un sinónimo de valentía y defensa de los derechos laborales. Algunas organizaciones sociales del municipio de Bello han aunado esfuerzos para mantener vivo su legado. En honor a ella se han creado Instituciones Educativas, Escuelas Populares, Grupos de estudios, etc.